# Morinda (насекомое)
Morinda  (лат.) — род полужесткокрылых насекомых из семейства цикадок.

## Описание
Цикадки размером 4—5 мм. Крепкие, умеренно стройные, с широкой, тупоугольно выступающей головой, переход лица в темя закругленный. В СССР 1 вид красно-бурого цвета. 
- Morinda sbirica Em. — Якутия, Магаданская область, Чукотка, Монголия.